# Code de droit canonique de 1983
Pour les articles homonymes, voir Code de droit canonique et CIC.
Lire en ligne

http://www.vatican.va/archive/cod-iuris-canonici/cic_index_fr.html

Code de droit canonique de 1917
Le Code de droit canonique de 1983 (abrégé en CIC d’après le titre latin Codex Iuris Canonici) est le code qui régit actuellement l'Église latine de l'Église catholique. Les Églises catholiques orientales sont soumises, quant à elles, au Code des canons des Églises orientales de 1990. Le Code de droit canonique de 1983 a été promulgué par le pape Jean-Paul II le 25 janvier 1983 et a pris effet le premier dimanche de l'Avent de la même année, c'est-à-dire le 27 novembre. Il remplace le Code de droit canonique de 1917 et tient compte des changements apportés par le concile Vatican II.

## Genèse
Son idée a germé dès 1959 dans l'esprit du pape Jean XXIII. Elle a été ensuite reprise par Paul VI, qui établit les schémas directeurs du nouveau code. Mais ce n'est qu'en 1981 qu'une commission se met véritablement au travail.

## Caractéristiques générales
Le code de 1983 met moins l'accent sur le caractère hiérarchique et ordonné de l'Église. Il veut au contraire promouvoir l'image d'une Église-peuple de Dieu (référence explicite à la constitution de 1964 Lumen Gentium) et d'une hiérarchie au service des autres (can. 204) :
« Les fidèles du Christ sont ceux qui, en tant qu'incorporés au Christ par le baptême, sont constitués en peuple de Dieu et qui, pour cette raison, faits participants à leur manière à la fonction sacerdotale, prophétique et royale du Christ, sont appelés à exercer, chacun selon sa condition propre, la mission que Dieu a confiée à l'Église pour qu'elle l'accomplisse dans le monde. »
Le code développe notamment les possibilités d'adaptations pour tenir compte des impératifs pastoraux et instaure un régime plus souple pour les dispenses (relâchement de la loi dans un cas particulier). Néanmoins, ce nouvel éventail de possibilités n'a pas toujours été bien perçu, le manque de formation des prêtres empêchant souvent son application ou engendrant des difficultés.

## Plan et contenu
Le CIC comporte 7 livres :

### «Normes générales»
Il s'agit des normes formelles qui régissent le droit canonique. Elles distinguent deux types de normes : les lois universelles, et les particulières (qui sont territoriales et non personnelles). Le CIC fixe ici, par exemple, le mode de création des lois universelles de l'Église : promulgation par publication aux Acta Apostolicae Sedis (AAS), entrée en vigueur trois mois après publication.
Il établit les principes généraux du droit canonique, tels que :
- dans un cas où il n'y a pas de disposition ni légale ni coutumière, le cas doit être tranché en fonction de la jurisprudence, de l'équité canonique ou encore de « l'opinion commune et constante des docteurs »
- la nouvelle loi abroge la précédente
- la coutume, pour avoir force juridique, doit être approuvée par le législateur ; en cas de conflit, la norme canonique l'emporte sur la coutume.

Le livre précise également le champ de compétence du CIC, et définit les personnes qui y sont sujettes (can. 11) :
«  Sont tenus par les lois purement ecclésiastiques les baptisés dans l'Église catholique ou ceux qui y ont été reçus, qui jouissent de l'usage de la raison et qui, à moins d'une autre disposition expresse du droit, ont atteint l'âge de sept ans accomplis.  »

### «Le peuple de Dieu»
La première partie ("les fidèles du Christ", can. 204 et suivants) de ce Livre II décrit les différents états possible au sein de l'Église catholique : clercs, laïcs, religieux, et définit les devoirs et les droits de chacun (on notera que les obligations passent avant les droits).
Le titre I (canons 208 à 223) contient une déclaration des obligations et droits fondamentaux de tous les fidèles, c'est-à-dire de chaque baptisé ; reprise du projet de Lex ecclesiae fundamentalis (projet d'établir une loi fondamentale de l'Église, une sorte de constitution, projet resté sans suite), cette déclaration a force de loi, et c'est même, au moins d'une certaine manière, une loi constitutionnelle pour l'Église (voir le "Code annoté" de l'Université de Navarre, commentaire de ce titre I), et le reste de la législation, en particulier les normes d'origine humaine, ou même encore de droit naturel, est à appliquer en conformité avec ces canons qui sont le plus souvent "de droit divin" (d'institution divine, du fait du baptême) ; voir aussi le canon 1752. Ici s'applique le principe de Hiérarchie des normes, vrai également dans l'Église.
Le titre II (canons 224 à 231) obligations et droits des fidèles laïcs (des baptisés non-clercs), est très important aussi.
Le titre III, très long (canons 232 à 293), traite des ministres sacrés ou clercs. Entre autres, il décrit les conditions de formation des clercs (séminaires).
Le titre IV traite en 4 canons (294 à 297) des prélatures personnelles (comme l'Opus Dei).
Le titre V (canons 298 à 329) traite des associations de fidèles.
La deuxième partie de ce Livre II décrit la hiérarchie de l'Église : pape, évêques, cardinaux, membres de la Curie romaine, légats apostoliques. Elle traite également des subdivisions administratives et de leur gouvernement : diocèses, abbayes territoriales (échappant à la juridiction de l'évêque sur le diocèse duquel se trouve physiquement l'abbaye), vicariats apostoliques, provinces et métropolitats, synodes et conciles particuliers, etc.
Enfin, la troisième partie (can. 573 et suivants) examine les "instituts de vie consacrée" (c'est-à-dire les congrégations religieuses) et les sociétés de vie apostolique (forme affectée par exemple à la Fraternité Saint-Pierre).

### «La fonction d'enseignement de l'Église»
Cette partie traite de l'enseignement, tant de la foi catholique que l'enseignement général dans les écoles et universités : activités de prédication, de catéchèse, de mission et d'enseignement (écoles et universités catholiques).
C'est également la partie qui traite de l'activité de contrôle que doit exercer la hiérarchie sur les lectures des fidèles (can. 823), ainsi que de l'imprimatur accordé ou non à un auteur par l'ordinaire de lieu de résidence de l'auteur, ou du lieu de publication.

### «La fonction de sanctification de l'Église»
Cette partie traite du droit des sacrements (baptême, confirmation, eucharistie, confession, onction des malades, ordre, mariage), des sacramentaux (par exemple bénédictions ou exorcismes), de la liturgie des heures, des enterrements religieux, du culte des saints et des reliques, des fêtes et des lieux sacrés.

### «Les biens temporels dans l'Église»
Ce livre définit les droits à la propriété de l'Église en tant qu'institution (can.1254-1255) :
«  L'Église catholique peut, en vertu d'un droit inné, acquérir, conserver, administrer et aliéner des biens temporels, indépendamment du pouvoir civil, pour la poursuite des fins qui lui sont propres. Ces fins propres sont principalement : organiser le culte public, procurer l'honnête subsistance du clergé et des autres ministres, accomplir les œuvres de l'apostolat sacré et de charité, surtout envers les pauvres.  »
Pour les conflits dans l'histoire de l'Église concernant ses biens temporels, voir par exemple la question des spirituels franciscains.

### «Les sanctions dans l'Église»
L'Église se donne le droit de punir par des sanctions les fidèles qui contreviennent à ses normes. Les peines canoniques sont de deux types :
- peines dites « médicinales » ou « censure (en) » :
  - l'excommunication qui sépare le fidèle du reste de l'Église,
  - l'interdit, sorte d'excommunication atténuée,
  - la suspense, qui ne touche que les clercs, et qui prive, selon les cas, des pouvoirs d'ordre et/ou de gouvernement des fidèles ;
- peines dites « expiatoires », qui touchent les clercs ou les religieux :
  - assignation à résidence,
  - bannissement,
  - transfert,
  - renvoi de l'état clérical.

S'ajoutent à ces peines des sanctions appelées « remèdes pénaux » ou « pénitences » : monition (avertissement juridique de la part de l'ordinaire) et/ou réprimande.

### «Les procès»
Enfin, le livre 7 définit la juridiction des différents tribunaux ecclésiastiques, leurs règles de fonctionnement et le déroulement des procès : 
- première instance : généralement, l'évêque diocésain (voir officialité)
- deuxième instance : généralement, le siège métropolitain
- appel : suivant le cas, Rote romaine ou Tribunal suprême de la Signature apostolique

La cinquième et dernière partie de ce Livre VII se situe dans le domaine administratif (et non judiciaire) ; extrêmement technique, elle traite d'une part des recours contre les décrets administratifs (Section I), et des procédures de révocation ou de transfert des curés (Section II).
Mais le législateur a voulu, par un souci de rappeler l'essentiel, terminer le Code par la réaffirmation de la loi suprême de l'Église : Can. 1752 – Dans les causes de transfert, les dispositions du can. 1747 seront appliquées, en observant l’équité canonique, et sans perdre de vue le salut des âmes qui doit toujours être dans l’Église la loi suprême.

## Modifications ultérieures
À plusieurs reprises, le pontife romain a modifié des canons :
- Motu proprio Ad Tuendam Fidem de 1998 : canon 750 et 1371 ; par ce Motu proprio, est notamment ajouté un § 2 au canon 750 : « § 2. On doit fermement accueillir et garder également toutes et chacune des choses qui sont proposées définitivement par le magistère de l’Église quant à la foi et aux mœurs, c’est-à-dire ces choses qui sont requises pour garder saintement et exposer fidèlement ce même dépôt de la foi ; s’oppose donc à la doctrine de l’Église catholique celui qui refuse ces mêmes propositions que l’on doit garder définitivement (qui easdem propositiones definitive tenendas recusat). »
- Motu proprio Omnium in mentem du 26 octobre 2009 : ces changements-ci concernent d'une part la définition des diacres (canons 1008, 1009) ; et d'autre part le statut d'une personne qui aurait renoncé à la foi, par rapport au mariage (c.1086, 1117, 1124), dans le sens d’un retour à la situation d’avant 1983[2].
- Motu proprio Mitis Iudex Dominus Iesus du 15 aout 2015 : ces changements visent à faciliter la procédure canonique pour la déclaration en nullité des mariages religieux. La réforme introduit plusieurs évolutions dans la pratique antérieure: suppression du jugement de seconde instance jusqu'alors nécessaire pour confirmer le jugement de première instance, réaffirmation de la fonction judiciaire de l'évêque diocésain, composition plus souple du tribunal ecclésiastique chargé de juger les cas de nullité et enfin introduction d'un procès bref pour traiter les cas les plus évidents en moins de trente jours avec comme juge unique l'évêque du diocèse[3].
- Motu proprio De concordia inter codices du 21 mai 2016 voulant dépasser les différences entre le code de droit canonique (latin - 1983) et le code des canons des églises orientales : sont modifiés les canons 111, 112, 535, 868, 1108, 1109, 1111, 1112, 1116 et 1127.
- Rescrit de 2016 du cardinal Pietro Parolin au nom du pape François portant sur l'interprétation du canon 579, le rescrit précise que la non consultation préalable du Siège apostolique pour l'érection d'un nouvel institut de vie consacrée rend nul le décret de création[4].
- Motu proprio Magnum principium (en) du 3 septembre 2017 : modification des alinéas 2 et 3 du canon 838, ou la traduction vernaculaire des textes liturgiques réalisée par les conférences épiscopales n'est plus soumise à une reconnaissance du Siège apostolique mais uniquement d'une confirmation[5].
- Motu proprio Communis vita du 19 mars 2019 : remplace entièrement les canons 694 et 729 et institue de manière ipso facto le renvoi de religieux qui sont absents de manière illégitime pendant une année complète de leur maison religieuse[6].

Le livre VI fait l'objet d'une réécriture par la constitution apostolique Pascite gregem Dei, promulguée le 23 mai 2021 et entrée en vigueur le 8 décembre 2021, jour de la solennité de l'Immaculée Conception. Le nouveau livre est plus explicite notamment sur les atteintes sexuelles sur des mineurs et des personnes mentalement vulnérables, la pédopornographie, ainsi que certaines infractions économiques ou de corruption. Le nouveau texte modifie sensiblement le plan du livre VI et adapte le vocabulaire